# خاطره‌پردازی (فیلم)
خاطره‌پردازی (به انگلیسی: Reminiscence) فیلمی آمریکایی در ژانر علمی–تخیلی، مهیج محصول سال ۲۰۲۱ به نویسندگی و کارگردانی لیزا جوی است. هیو جکمن، ربکا فرگوسن، تندی نیوتون، کلیف کرتیس، مارینا د تاویرا، و دانیل وو بازیگران فیلم هستند.